# Rhaphium speciosum
Rhaphium speciosum är en tvåvingeart som beskrevs av Santos Abreu 1929. Rhaphium speciosum ingår i släktet Rhaphium och familjen styltflugor.
Artens utbredningsområde är Kanarieöarna. Inga underarter finns listade i Catalogue of Life.